# Astragalus edmondsonii
Astragalus edmondsonii är en ärtväxtart som beskrevs av Dieter Podlech. Astragalus edmondsonii ingår i släktet vedlar, och familjen ärtväxter. Inga underarter finns listade i Catalogue of Life.